# Andreas Winter (Mathematiker)
Andreas Winter (* 14. Juni 1971 in Mühldorf am Inn) ist Mathematiker und mathematischer Physiker an der Universitat Autònoma de Barcelona (UAB). Er promovierte 1999 bei Rudolf Ahlswede und Friedrich Götze an der Universität Bielefeld, bevor er an die University of Bristol und dann an das Centre for Quantum Technologies (CQT) an der National University of Singapore wechselte. 2013 wurde er in Barcelona zum ICREA Research Professor ernannt.
Winters Forschungsschwerpunkt ist die Quanteninformationstheorie. Seine wichtigsten Beiträge betreffen die Untersuchung von Quantenkommunikationsprotokollen, die Kodierungstheorie für Quantenkanäle und die Verschränkung von Quantenzuständen. Er ist Mitentdecker eines Verfahrens zur Zusammenführung nicht-lokaler Quantenzustände (state-merging). Damit konnte gezeigt werden, dass Quanteninformation negative Werte annehmen kann.
Ihm wurde 2008 ein Philip Leverhulme Preis im Bereich Mathematik und Statistik und 2012 der Whitehead-Preis der London Mathematical Society verliehen. Für 2022 wurde Winter der International Quantum Communication Award zugesprochen. Für 2025 ist eine Berufung auf eine Alexander-von-Humboldt-Professur an der Universität zu Köln geplant.

## Veröffentlichungen (Auswahl)
- R. Ahlswede and A. Winter: Strong converse for identification via quantum channels. In: IEEE Transactions on Information Theory. Band 48, 2002, S. 569–579, doi:10.1109/18.985947, arxiv:quant-ph/0012127.
- M. Koashi, A. Winter: Monogamy of quantum entanglement and other correlations. In: Phys. Rev. A. Band 69, 2004, S. 022309, doi:10.1103/PhysRevA.69.022309, arxiv:quant-ph/0310037.
- M. Christandl, A. Winter: “Squashed entanglement”: An additive entanglement measure. In: J. Math. Phys. Band 45, 2004, S. 829–840, doi:10.1063/1.1643788, arxiv:quant-ph/0308088.
- I. Devetak, A. Winter: Distillation of secret key and entanglement from quantum states. In: Proceedings of the Royal Society A: Mathematical, Physical and Engineering Sciences. Band 461, 2005, S. 207–235, doi:10.1098/rspa.2004.1372, arxiv:quant-ph/0306078.
- M. Horodecki, J. Oppenheim, A. Winter: Partial quantum information. In: Nature. Band 436, 2005, S. 673–676, doi:10.1038/nature03909, arxiv:quant-ph/0505062.
- S. Popescu, A. Short, A. Winter: Entanglement and the foundations of statistical mechanics. In: Nature Phys. Band 2, 2006, S. 754–758, doi:10.1038/nphys444, arxiv:quant-ph/0511225.
- M. Pawłowski, T. Paterek, D. Kaszlikowski, A. Winter: Information causality as a physical principle. In: Nature 461. 2009, S. 1101–1104, doi:10.1038/nature08400, arxiv:0905.2292.
- D. Cavalcanti, L. Aolita, S. Boixo, K. Modi, M. Piani, A. Winter: Operational interpretations of quantum discord. In: Phys. Rev. A. Band 83, 2011, S. 032324, arxiv:1008.3205.
- E. Chitambar, D. Leung, L. Mančinska, M. Ozols, A. Winter: Everything You Always Wanted to Know About LOCC (But Were Afraid to Ask). In: Communications in Mathematical Physics. Band 328, 2014, S. 303–326, arxiv:1210.4583.
- A. Winter, D. Yang: Operational Resource Theory of Coherence. In: Phys. Rev. Lett. Band 116, 2016, S. 120404, doi:10.1103/PhysRevLett.116.120404, arxiv:1506.07975.